# احمد الشقران
احمد الشقران (عربی: أحمد الشقران؛ زادهٔ ۲ اکتبر ۱۹۸۷) بازیکن فوتبال اهل اردن است.
از باشگاه‌هایی که در آن بازی کرده‌است می‌توان به باشگاه فوتبال الجزیره (امان) و باشگاه ورزشی البحرین اشاره کرد.
وی همچنین در تیم ملی فوتبال اردن بازی کرده‌است.